# مصطفى أشرف باشا
مصطفى أشرف باشا (بالتركية: Mustafa Eşref Paşa)‏‏ (ولدَ في 1819، بورصة - توفي في 1894، إسطنبول) هو سياسي عثماني، تولى منصب والي سالونيك.

## مناصبه
تولى المناصب التالية:
- والي سالونيك (1876–1877)